# Palais Garuda

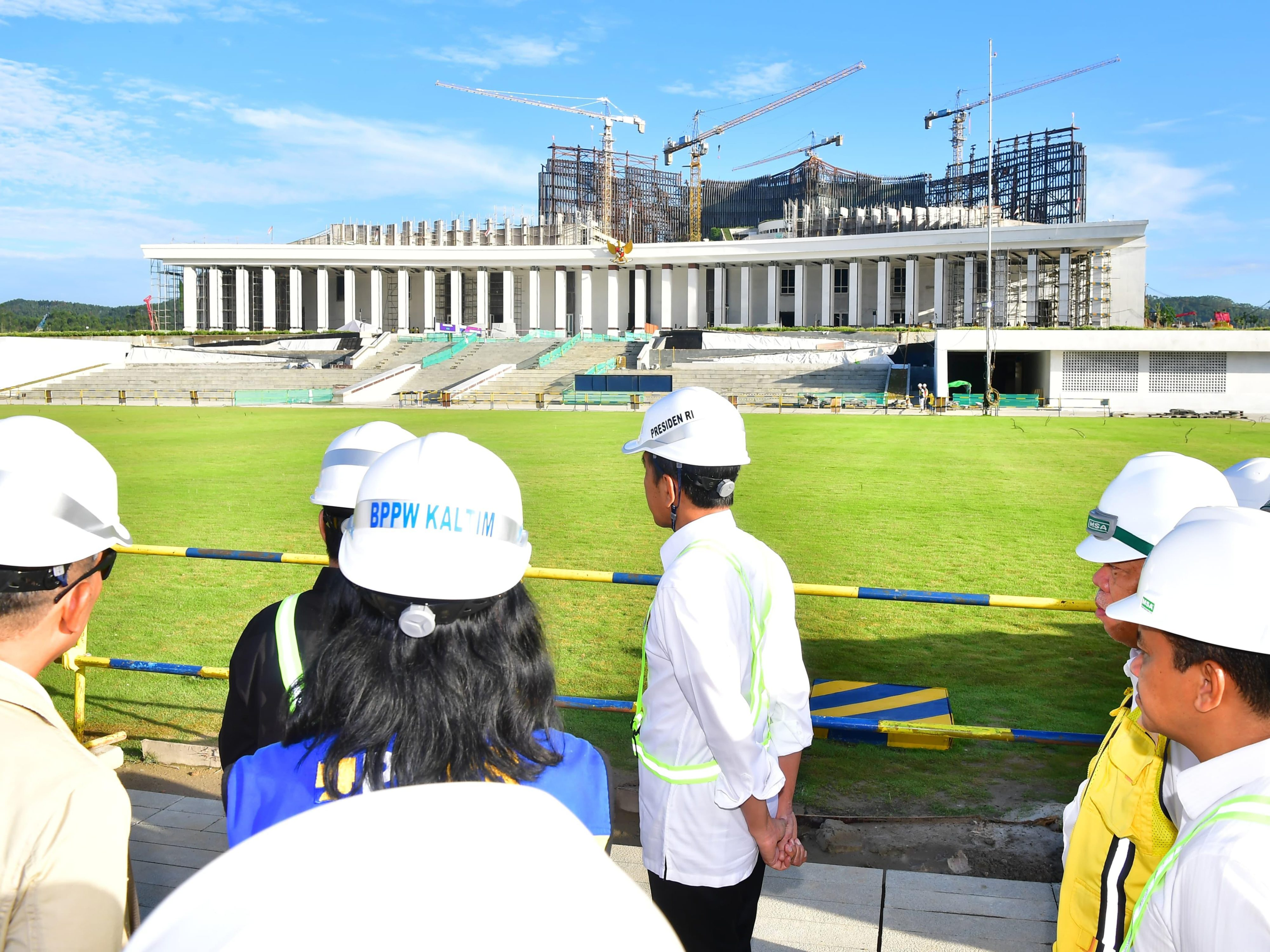
Le président Joko Widodo inspecte la construction du palais Garuda en juin 2024.

Le palais Garuda (en indonésien : Istana Garuda) est la résidence officielle et le bureau du président de l'Indonésie, situé à Nusantara, capitale du pays. 

## Situation
Le palais s'élève au sommet d'une colline faisant face au sud-ouest de la place de Cérémonie et de la colline du drapeau (Bukit Bendera) au centre de Nusantara. Le palais, qui occupe une surface de 2 400 m2, est le point central d'un complexe présidentiel d'une superficie de 55,7 hectares qui abrite également le palais d'État (Istana Negara), situé en-dessous du palais Garuda, le bureau du secrétariat présidentiel et quatre ministères de coordination. 

## Histoire
Les travaux commencent en 2022 et le palais est officiellement inauguré le 17 août 2024 au cours d'une cérémonie présidée par le chef de l'État Joko Widodo, au cours de laquelle la capitale est transférée de Djakarta à Nusantara.

## Architecture
La conception architecturale est basée sur le design Garuda créé par Nyoman Nuarta, un sculpteur de renom. Le projet est approuvé par le président Joko Widodo en 2022. 
En tant que point de repère et point d'intérêt de Nusantara, le palais est entouré d'une gaine Garuda. La gaine Garuda mesure 77 m de haut et 177 m d'envergure. La gaine se composait de 4 650 barres de cuivre, pesant chacune 300 kg, disposées en forme de Garuda volant. Le palais est considéré comme une merveille d'architecture et de construction illustrant les capacités indonésiennes en matière d'art, de science et de technologie. Le palais Garuda est le deuxième palais présidentiel indonésien à être construit après la proclamation de l'Indépendance en 1945, après le palais Tampaksiring (en) à Bali.